# Vroege geschiedenis van het boeddhisme
De vroege geschiedenis van het boeddhisme begint met de geboorte van Siddhartha Gautama en beslaat de periode van 566 voor tot het jaar 150 na Christus, toen de nieuwe stroming van het Mahayana ontstond en zich vestigde naast het al bestaande Theravada en de overige vroege boeddhistische scholen.

## Gautama Boeddha
Volgens boeddhistische tradities werd Siddhartha Gautama geboren in Lumbini in de stam van de Sakyas, aan het begin van het Magadha-rijk in Noord-India. Het leven van de jonge Siddhartha Gautama was zeer luxueus. Zijn vader was de leider van de staat van de Sakyas, met als hoofdstad Kapilavatthu. Naarmate Siddhartha Gautama meer met de realiteit van het leven in aanraking kwam, kwam hij tot de conclusie dat het leven ondraaglijk veel lijden kende. Hij besloot zijn comfortabele leven in het paleis op te geven, werd een monnik zonder vaste verblijfplaats en trok de bossen in op zoek naar een einde aan het lijden.
Daar leefde hij eerst een leven onder twee bekende leraren, gericht op het behalen van mystieke en vredige mentale staten. Toen hij zich daarin bekwaamd had, merkte hij dat dit nog niet een einde aan het lijden inhield. Hij keerde zich daarom van deze vredige staten af en ging zich toeleggen op extreem ascetische praktijken. Na zes jaar kwam hij tot de conclusie dat ook dit niet het juiste pad was. Hij vond toen de middenweg (ook wel het pad van het midden genoemd). Dit pad vermijdt de extremen van zowel 'het streven naar sensueel genot' als zelfpijniging. Zittend onder een Bodhi-boom (Latijn: ficus religiosa) nam hij zich voor niet op te staan voordat hij verlichting bereikt had. Aan het einde van diezelfde nacht bereikte hij complete verlichting en maakt zo een einde aan het lijden. Hij was toen 35 jaar oud.
De rest van zijn leven wijdde hij aan het onderwijzen van zijn leer (de dhamma) en discipline (de vinaya) aan een zeer diverse groep mensen in het dal van de Ganges in het noorden van India. Hij stierf in het jaar 486 voor Christus toen hij 80 jaar oud was (voor alternatieve data zie kroniek van het boeddhisme). De weigering van de Boeddha om een opvolger aan te stellen na zijn overlijden heeft ervoor gezorgd dat geen enkel individu algemeen geaccepteerde ultieme autoriteit over de leer en de gemeenschap van monniken bezat. Het heeft er ook voor gezorgd dat in de periode na het overlijden van de Boeddha door onenigheid en afsplitsingen verschillende stromingen in het boeddhisme ontstonden.
Nieuwe stromingen die ontstonden tot 100 na Christus (het vroegboeddhistische Nikaya-boeddhisme) ontstonden veelal door verschillen in filosofische interpretaties (de Abhidhamma) en de bereidheid de monastieke discipline (vinaya) correct na te leven. Deze stromingen (waaronder het huidige Theravada) beschikten echter wel over dezelfde verzameling van toespraken van de Boeddha (de Sutta-pitaka en Vinaya-pitaka) zoals bewaard gebleven in de Pali-canon. De latere stromingen van het Mahayana en Vajrayana boeddhisme zijn gebaseerd op het verlangen het boeddhisme meer attractief en toegankelijk te maken voor de gehele bevolking en meer specifiek te richten op de wens anderen te helpen verlichting te bereiken. Dit ging samen met een bereidheid nieuwe leringen en toespraken toe te voegen aan de originele geschriften (de Sutta-pitaka) en deze toe te schrijven aan de Boeddha.

## Vroeg boeddhisme
Vóór de koninklijke ondersteuning van het boeddhisme door koning Asoka in de derde eeuw voor Christus heeft het boeddhisme weinig verdere groei doorgemaakt. De historische authenticiteit van hetgeen in deze periode plaatsvond is moeilijk vast te stellen. Volgens diverse geschriften hebben er twee concilies plaatsgevonden, al is de kennis over deze bijeenkomsten gebaseerd op latere verslagen.

### Het Eerste Concilie (486 v.Chr.)
Het eerste concilie werd kort na het overlijden van de Boeddha gehouden onder de patronage van koning Ajatasattu van het Magadha-rijk. Het werd voorgezeten voor de monnik Maha Kassapa en vond plaats in Rajagaha (het huidige Rajgir). Het werd bijgewoond door 500 monniken, die allen Arahant waren. Het doel van deze bijeenkomst was het vastleggen van de toespraken van de Boeddha (de suttas) en de kloosterregels (de vinaya). De monnik Ananda, een neef van de Boeddha en de persoonlijke bediende van de Boeddha gedurende 25 jaar, werd gevraagd om alle toespraken van de Boeddha te reciteren. De monnik Upali, die de meeste kennis had over de vinaya, reciteerde de regels van de vinaya. Dit was de basis voor het samenstellen van de Pali-canon, de orthodoxe referentiegeschriften van het vroege boeddhisme. Deze geschriften werden gebruikt gedurende de gehele verdere geschiedenis van het boeddhisme.

### Het Tweede Concilie (386 v.Chr.)
Het tweede concilie werd bijeen geroepen door koning Kalasoka in Vesali. De reden voor dit concilie was het ontstaan van conflicten tussen de meer traditionele scholen van het boeddhisme en de beweging van de Mahasanghikas, die een meer liberale interpretatie van de leer aanhing.
De traditionele scholen beschouwden de Boeddha als een mens, die volledige verlichting bereikte. Verlichting kon volgens de traditionele scholen het gemakkelijkst bereikt worden door monniken die zich aan de monastieke regels (de vinaya) houden en de leer beoefenen met als doel het lijden achter zich te laten en het Arahantschap te bereiken. De Mahasangikas vonden dit standpunt te individualistisch en egoïstisch. Ze beschouwden het bereiken van verlichting en het behalen van Arahantschap als onvoldoende en stelden dat het enige ware doel, het bereiken van het volle Boeddhaschap zou moeten zijn. Op deze manier openden ze de weg voor het toekomstige gedachtegoed van het Mahayana.
De Mahasanghikas waren verder voorstanders van minder stringente monastieke regels. Ze dachten dat dit het boeddhisme aantrekkelijker zou kunnen maken voor een grotere groep van monniken en leken. Vandaar ook hun naam, die "grote gemeenschap" of "meerderheid" betekent. Het concilie eindigde met de afwijzing van de Mahasangikas. Die verlieten daarop de bijeenkomst. Volgens Kharosti inscripties die gevonden zijn nabij de Oxus en gedateerd zijn rond de eerste eeuw na Chr., verbleven ze verscheidene eeuwen in Noordwest-India en Centraal-Azië. Uiteindelijk zou de Mahasanghika uitgroeien tot het veelvormige Mahayana-boeddhisme.

## De bekering van Asoka (circa 260 v.Chr.)
De Mauryaanse koning Asoka (273 tot 232 v.Chr.) bekeerde zich tot het boeddhisme na zijn bloederige verovering van de staat Kalinga (de huidige staat Odisha) in Oost-India. Na het zien van de gruwelijke gevolgen van deze oorlog kreeg koning Asoka spijt van zijn beslissing oorlog te voeren en besloot vanaf dat moment af te zien van het gebruik van geweld. Zijn overtuiging dat de leer van de Boeddha correct was groeide gestaag en na een paar jaar werd hij een overtuigd boeddhist. Hij had het meeste vertrouwen in de Theravada-traditie en steunde het Theravada daarom het meest. Asoka was een tolerante heerser en moedigde zijn onderdanen aan alle religies te ondersteunen. Hij liet door heel India vele stoepa's bouwen en zette zuilen (pilaren) neer in het hele land waarop hij zijn onderdanen aanspoorde al het mensen- en dierenleven te respecteren en hun leven op de dhamma te baseren. Hij bouwde ook vele wegen en ziekenhuizen door het gehele land.
Deze periode markeert de eerste verspreiding van het boeddhisme tot buiten de grenzen van het Indiase subcontinent. Volgens de zuilen en ingegraveerde teksten van koning Asoka werden afgezanten naar verschillende landen gestuurd om daar de dhamma te verspreiden. Deze afgezanten werden zo ver gestuurd als de Griekse staten, in het bijzonder de Griekse staat Bactrië in het huidige Afghanistan, en mogelijk zelfs tot in het Middellandse Zeegebied, zoals vermeld is in door koning Asoka in steen gegraveerde teksten.

### Het Derde Concilie (circa 250 v.Chr.)
Koning Asoka riep het derde concilie bijeen rond 250 v.Chr. in Pataliputra (het huidige Patna). Het werd voorgezeten door de monnik Moggaliputta. Het doel van deze bijeenkomst was om de verschillende scholen te verenigen en de Sangha (gemeenschap van monniken) te zuiveren van de opportunistische elementen die aangetrokken werden door de koninklijke steun. Ook werd de uitzending van monniken naar andere landen hier georganiseerd.
De beweging die koninklijke ondersteuning toegewezen kreeg was de Theravadapositie. De Pali-canon (Pali: Tipitaka; Sanskriet: Tripitaka), de geschriften van het Theravadaboeddhisme, werden hier geformaliseerd. Verdere wijzigingen of toevoegingen konden hierna niet meer toegelaten worden tot de Pali-canon. Teksten van ná 250 v. Christus worden (enkele uitzonderingen nagelaten) beschouwd als commentaar op de Pali-canon.
De inspanningen van Asoka om het boeddhisme te zuiveren hadden ook als gevolg dat het traditionele boeddhisme van nieuwere bewegingen gescheiden werd. In het bijzonder de Sarvastida- en de Dharmaguptascholen (die verworpen waren) werden later invloedrijk in Noordwest-India en Centraal-Azië, tot de tijd van het Kushanrijk gedurende de eerste eeuwen van de christelijke jaartelling.
Het derde concilie is het laatste concilie dat zowel in het Theravada als in het Mahayana erkend wordt. Hierna organiseerde het Theravada een vierde concilie in Sri Lanka in 100 voor Christus, terwijl in het Mahayana het vierde concilie plaatsvond in Kasjmir in 100 ná Christus.

### Contact met de Hellenistische wereld
Sommige teksten die door koning Asoka in zijn pilaren gegraveerd zijn, beschrijven zijn inspanningen om de religie van de Boeddha te propageren in de hellenistische wereld: het gebied dat onder Griekse invloed en controle stond. In de tijd van koning Asoka reikte dit gebied van Griekenland tot de grenzen van het tegenwoordige India. Uit deze teksten blijkt dat hij een helder begrip had van de politieke organisatie in de hellenistische gebieden. De namen en locaties van de belangrijkste Griekse koningen van de tijd worden genoemd, en vermeld wordt dat zij allen van de leer van de Boeddha weten doordat koning Asoka monniken naar ze toegestuurd had. De koningen en gebieden die vermeld zijn, zijn: Antiochus II Theos van het Seleucidenrijk (Syrië en Perzië) (261-246 v.Chr.), Ptolemaeus II Philadelphus van Egypte (285-247 v.Chr.), Antigonus Gonatas van Macedonië (276-239 v.Chr.), Magas van Cyrene (Libië) (288-258 v.Chr.) en Alexander II van Epirus (272-255 v.Chr.).

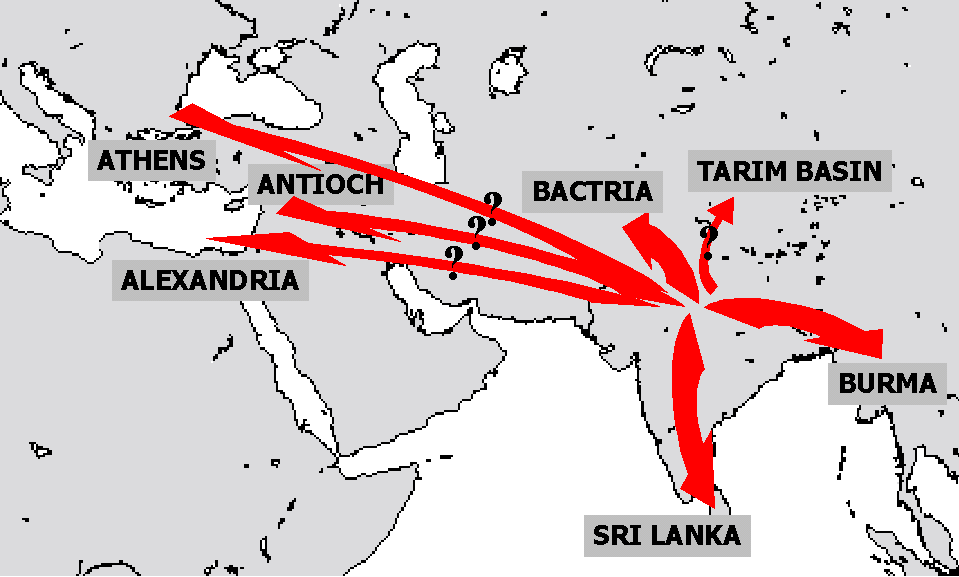
Verspreiding van het boeddhisme onder koning Asoka (260 tot 218 v.Chr.)

"De verovering door middel van de Dhamma heeft hier plaatsgevonden, en zelfs zes honderd yojanas (6000 kilometer) ver weg, waar de Griekse koning Antiochos regeert, verder dan daar waar de vier koningen genaamd Ptolemy, Antiogonos, Magas en Alexander regeren. En ook in het zuiden bij de Cholas, de Pandyas, en zo ver als Tamraparni."
Ook waren, volgens bronnen in het Pali, sommige van koning Asoka's missionarissen Griekse monniken. Dit is een indicatie dat er nauwe religieuze banden waren tussen de Indiase en Griekse culturen:
"Toen de voorname monnik Moggaliputta, de verlichter van de religie van de Veroveraar (Asoka), de (derde) raadsvergadering tot een einde had gebracht (...) zond hij voorname monniken uit, één hier en één daar: (...) en naar Aparantaka (in het westen van India) zond hij de Griek (yonaka, Ioniër) Dhammarakkhita" (Mahavamsa XII).
De thera (oudere) Maharakkhita (Maharaksita in het Sanskriet) werd na het 3e Boeddhistische Concilie naar het land van de Yona (Yojanas, Yavanas, Griekse Ioniërs) gestuurd.

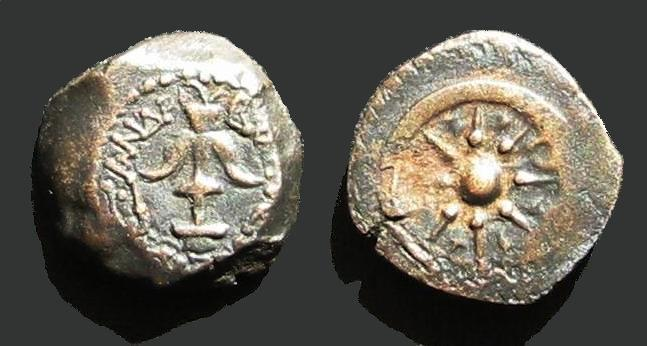
Munt van koning Janaeus met een 'wiel met acht spaken'

Het is niet duidelijk hoeveel invloed deze interacties uiteindelijk hebben gehad, maar sommige schrijvers zijn van mening dat er in deze periode een zekere mate van wederzijdse beïnvloeding tussen het hellenistische gedachtegoed en het boeddhisme in de Hellenistische wereld plaatsgevonden kan hebben. Zij wezen naar de aanwezigheid van boeddhistische gemeenschappen in de Hellenistische wereld in deze periode, in het bijzonder in Alexandrië (genoemd door Clemens van Alexandrië in zijn Stromata). Ook wordt verwezen naar de monastieke orde van de Therapeutae (een mogelijke vervorming van het Pali woord Theravada), die mogelijk "bijna compleet geïnspireerd zijn door de leer en praktijk van het boeddhistische ascese".
Vanaf ongeveer 100 voor Christus verscheen het 'ster in een diadeem' symbool, ook wel beschreven als 'wiel met acht spaken' en mogelijk geïnspireerd door het boeddhistische 'dhammawiel', op munten van de Hebreeuwse koning Alexander Janneus (103-76 v.Chr.). Alexander Jannaeus was verbonden met de philhellenische sekte van de Sadduceeën en de monastieke orde van de Essenen, twee stromingen binnen het jodendom. Deze afbeeldingen van achtspakige wielen werden tot de Romeinse invasie van Judea in 63 voor Christus gebruikt.
Boeddhistische grafstenen van de Ptolemeïsche periode zijn ook gevonden in Alexandrië. Deze zijn gedecoreerd met afbeeldingen van het dhammawiel. Sommige academici hebben de aandacht erop gevestigd dat "op deze exacte plaats later een van de meest actieve centra van het christendom werd gevestigd".

### Expansie in Azië
De succesvolste missies van koning Asoka vonden in Azië plaats. Het boeddhisme is door missies van koning Asoka gevestigd in het zuiden van India, in de Himalaya in (Nepal), in Thailand en Myanmar (de Moncultuur), en in Sri Lanka.
De missies naar het zuiden van India waren naar de gebieden van Maharashtra, Tamil Nadu en Kerala. De staat Maharashtra werd een boeddhistisch centrum dat bekendstaat om de grotten die in steen uitgehakt zijn om daar kloosters in te vestigen. De twee best bewaarde grottencomplexen zijn die van Ellora en Ajanta. Deze missies naar het zuiden van India waren succesvol en het Theravada had er belangrijke centra tot in de 13e eeuw (bijvoorbeeld in de stad Kanchipuram).
Van drie van de vijf monniken die door Asoka naar het Himalayagebergte gestuurd werden zijn relikwieën gevonden met vermelding van hun naam en dat ze van de Himalayaschool afkomstig waren.
In Myanmar is het boeddhisme in 200 voor Christus geaccepteerd door de Mon, een volk dat gevestigd is in het oosten van Myanmar en in het uiterste westen van Thailand (provincie Kanchanaburi). De boeddhistische kunst van de Mons werd beïnvloed door de Indiase kunst van de Gupta- en de post-Guptaperiode. Gedurende het begin van de expansie van de Mons in de vijfde tot de achtste eeuw groeide het Theravada mee. Vanaf de zesde eeuw na Christus echter werd de invloed van het Mahayana, dat via China kwam, alsmaar groter zodat het Theravada bijna geheel verdween.

### De missie naar Sri Lanka
Van alle missies die koning Asoka de wereld in gestuurd had, was de Sri Lankaanse missie het succesvolst in dat het hele land het Theravada aanhing en het Theravada er tot nu toe de voornaamste religie is geweest. De missie naar Sri Lanka was verder van groot belang voor de overleving en de verdere verspreiding van het Theravadaboeddhisme nadat het boeddhisme uit India verdwenen was. Sri Lanka was ook het land waar andere landen als Myanmar en Thailand verscheidene keren in hun geschiedenis missies naartoe stuurden om ófwel Theravadamonniken ófwel Theravadageschriften te verkrijgen.
Koning Asoka stuurde als leider van de missie naar Sri Lanka zijn eigen zoon Mahinda, die monnik was en bekendstond als een Arahant, een volledig verlicht persoon. Kort na aankomst van Mahinda in Sri Lanka werd koning Devanampiya Tissa van Sri Lanka een volgeling van het boeddhisme. De rest van het land volgde. Zeven jaar na aankomst van Mahinda (243 v.Chr.) arriveert ook zijn zus, de boeddhistische non Sanghamitta, in Sri Lanka. Zo was ook de gemeenschap van boeddhistische nonnen in Sri Lanka aanwezig. Sanghamitta nam een tak van de originele Bodhiboom uit Bodhgaya mee naar Sri Lanka. Mahinda richtte verder het klooster de Mahāvihāra op, wat in de geschiedenis van Sri Lanka het belangrijkste klooster van het Theravada is geweest.
Het vierde concilie van het Theravada vond in Sri Lanka plaats in 100 v. Christus. Deze bijeenkomst werd bijgeroepen door koning Vattagamani. Een van de doelen was het reciteren en opschrijven van de gehele Pali-canon in een vergadering van 500 monniken.

## Vervolging door de Sungas (200 tot 100 v.Chr.)
De Sungadynastie (185 tot 73 v.Chr.) werd ongeveer 50 jaar na de dood van Asoka gevestigd. Na een succesvolle aanslag op het leven van koning Brhadrata (de laatste Mauryakoning) besteeg Pusyamitra Sunga, de hoofdbevelhebber van het leger, de troon. Pusyamitra Sunga was een brahmin en voerde de vedische riten, die Asoka had afgeschaft, opnieuw in. Sommige boeddhistische bronnen beweren dat hij stoepa's en kloosters liet afbreken en de monniken vervolgde. Hij zou een beloning van 100 gouden munten op het hoofd van een boeddhistische monnik hebben gezet. Boeddhistische kloosters (viharas) zouden zijn omgezet naar hindoetempels in belangrijke plaatsen als Nalanda, Bodhgaya, Sarnath en Mathura.
Deze vervolging wordt echter niet gestaafd door het archeologisch bewijs. De stoepa te Bharhut werd ten tijde van de Sungadynastie juist verfraaid, wat de theorie van vervolging minder waarschijnlijk maakt.

## Grieks-boeddhistische interactie (200 v.Chr. tot 100 na Chr.)
Griekse staten waren aanwezig in de gebieden ten westen van het Indiase subcontinent sinds de tijd van de veroveringen van Alexander de Grote rond 326 voor Christus. Eerst waren daar de Seleuciden vanaf circa 323 v.Chr., en daarna het Grieks-Bactrisch koninkrijk vanaf circa 250 v.Chr.
De Grieks-Bactrische koning Demetrios I viel India in 180 v.Chr. binnen tot zo ver als Pataliputra. Hij vestigde zo een Indisch-Grieks koninkrijk in het noordwesten van wat de Grieken "India" noemden (inclusief het huidige Pakistan en delen van Afghanistan). Dit rijk bleef bestaan tot aan het einde van de 1e eeuw v.Chr.. Het boeddhisme kwam tot bloei onder de Indo-Griekse koningen. Het is mogelijk dat hun invasie van India ondernomen was met de intentie steun te geven aan het Mauryarijk en om het boeddhistisch geloof te beschermen tegen de religieuze vervolging door de Shunga's (185 - 73 v.Chr.)
Een van de beroemdste Indo-Griekse koningen is koning Menander I, die regeerde van ongeveer 160 tot 135 v.Chr. Hij bekeerde zich waarschijnlijk tot het boeddhisme en wordt in de Mahayanatraditie gepresenteerd als een van de grootste weldoeners van het boeddhisme, vergelijkbaar met koning Asoka en de latere Kushanakoning Kanishka. Op munten draagt Menander de bijnaam "Soter" ("de redder" in het Grieks), en "grote koning van de dhamma" in Kharoshthischrift. Directe culturele uitwisseling lijkt aanwezig te zijn geweest door de dialoog van de Milinda Panha, tussen koning Menander en de monnik Nagasena (circa 160 v.Chr.). Toen koning Menander overleed, werden zijn overblijfselen opgeëist door de verschillende steden die onder zijn macht vielen. Er werden stoepa's voor gemaakt, net als gedaan werd voor de historische Gautama Boeddha.
De interactie tussen de Griekse en de boeddhistische culturen kan van invloed geweest zijn op de ontwikkeling van het Mahayana. Er kan bijvoorbeeld sprake zijn van Griekse invloed toen het Mahayana haar geavanceerde filosofische aanpak ontwikkelde, en toen het Mahayana een mens/god visie van de boeddha aannam, vergelijkbaar met de Grieks-Hellenistische goden. Rond deze tijd zijn ook, in navolging van het Griekse gebruik, de eerste boeddhabeelden gemaakt, vaak in de realistische Grieks-boeddhistische stijl.
De vroege geschiedenis van het boeddhisme kwam tot een einde met het ontstaan van het Mahayana.

### Relevante latere ontwikkeling in India (1200 na Chr.)
Vanaf de 11e eeuw vielen Turkse, islamitische strijders India binnen. Bekende islamitische veroveraars in het noorden van India waren Mahmud van Ghazni en Muhammed Khilji, die de stad Nalanda in Bengalen vernietigde. Veel monniken werden gedood en kloosters werden in brand gezet. Eerder had de opkomst van nieuwe bewegingen in het hindoeïsme gezorgd voor een neergang van het boeddhisme. In sommige gebieden van India bleef het boeddhisme bestaan als een kleine lokale groepering, zowel Theravada als Mahayana.